# Giuseppe Giacosa
Giuseppe Giacosa (Colleretto Parella, 21 ottobre 1847 – Colleretto Parella, 1º settembre 1906) è stato un drammaturgo, scrittore e librettista italiano.

## Biografia

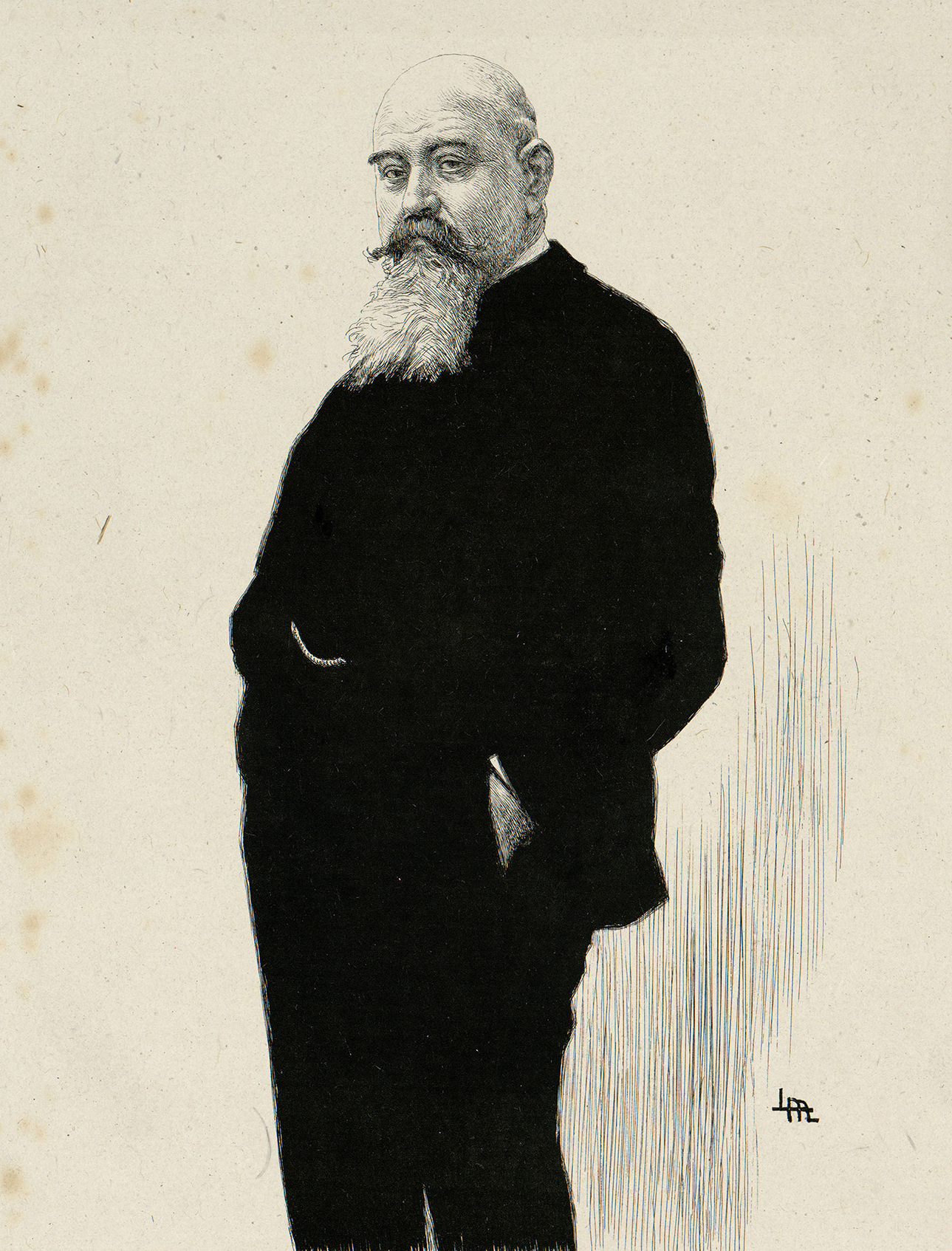
Giuseppe Giacosa ritratto da Leopoldo Metlicovitz

Nacque a Colleretto Parella, nel Canavese, dove i Giacosa si erano trasferiti dalle Langhe già dalla metà del Settecento. Il padre di Giuseppe, Guido Giacosa, era avvocato, mentre la madre, Paolina Realis, apparteneva a un'antica e nobile famiglia di Ivrea oggi estinta. Il nonno di Giuseppe, Pietro Dalmazzo, era notaio a Colleretto e aveva partecipato ai moti del 1821.
Giuseppe era il primogenito: nacquero in seguito le sorelle Cristina, Teresa, Amalia e il fratello Piero.
Studiò a Ivrea, poi a Brescia e Modena, spostandosi in base ai trasferimenti del padre allora magistrato. Quando il padre aprì uno studio di avvocatura, Giuseppe si iscrisse alla Facoltà di Legge dell'Università di Torino, laureandosi nel 1868 e iniziando il praticantato presso lo studio del padre.
Si interessò fin dai tempi della scuola di poesia e teatro, passione a cui si dedicò con maggiore dedizione che alla carriera di avvocato, frequentando con assiduità i salotti torinesi. Drammaturgo prolifico, tra il 1872 e il 1904 Giuseppe Giacosa scrisse venticinque opere teatrali, ottenendo numerosi successi che lo portarono a viaggiare in Italia, Europa e America. Di bell'aspetto, di vasta cultura e brillante nella conversazione, fu un conferenziere molto richiesto. Nel 1888 venne chiamato a Milano a dirigere la scuola di recitazione dell'Accademia dei filodrammatici e come docente di letteratura drammatica e recitazione presso il Conservatorio.
Come giornalista, collaborò a varie riviste e giornali, tra cui Nuova Antologia; il Giornale per i bambini diretto da Ferdinando Martini prima e Carlo Lorenzini poi; per volere del genero Luigi Albertini, fu direttore del supplemento letterario del Corriere della Sera, La Lettura, dal 1901 fino alla sua morte.
Sposò nel 1877 la cugina Maria Bertola, dalla quale ebbe tre figlie: Bianca, Piera e Paola, di cui fu padre amorevole. Estroverso, affabile e gioviale, ebbe tra i suoi amici Arrigo Boito, Giosuè Carducci, Edmondo De Amicis, Eleonora Duse, Antonio Fogazzaro, Enrico Panzacchi, Francesco Pastonchi, Marco Praga, Renato Simoni, Giovanni Verga, Giacomo Puccini (del quale fu valente librettista) e i pittori della Scuola di Rivara (Vittorio Avondo, Federico Pastoris, Alfredo d'Andrade e Casimiro Teja).
Morì il 1º settembre 1906 per un'ennesima crisi asmatica. Sulla facciata della casa fu apposta una lapide commemorativa realizzata dal famoso bronzista Giovanni Lomazzi.
Al funerale Giovanni Pascoli gli dedicò questi versi:
Nel 1922 viene intitolato a Giuseppe Giacosa il Teatro Civico di Ivrea.

## Biografia artistica
Dopo essersi messo in luce con drammi come Una partita a scacchi (1871) e Il marito amante della moglie (1876) impacciati dall'ambientazione storica (un medioevo romanzesco e retorico nella prima - che tuttavia ebbe un ottimo riscontro presso il pubblico - un Settecento alquanto manierato nell'altra), Giacosa, influenzato dal naturalismo e dalla commedia francese, si accosta al dramma di ambiente borghese. In Tristi amori (1887), Diritti dell'anima (1894), Come le foglie (1900), Il più forte (1904), non senza ritornare all'ambientazione storica e a toni tardoromantici con La signora di Challant (1891), si fa interprete dell'inquietudine e del disagio morale del mondo borghese, indagandolo nei toni dimessi e misurati di una rappresentazione che fa emergere il dramma, in modo apparentemente banale, dai particolari della minuziosa descrizione ambientale. Mostra un'affettuosa attenzione alle tradizioni della sua terra pubblicando nel 1886 Novelle e paesi valdostani, testo ristampato a tutt'oggi, in cui raccoglie narrazioni e descrizioni d'incanto.
L'attività di librettista di Giacosa si limita all'adattamento di Una partita a scacchi per Pietro Abbà Cornaglia e alla collaborazione con Luigi Illica per le tre opere che Giacomo Puccini compose tra il 1893 e il 1904: La bohème, Tosca e Madama Butterfly. Fu amico personale di Giuseppe Verdi.
A Giacosa è riservata l'elaborazione dei momenti propriamente lirici nell'ambito dello sviluppo drammatico dell'opera, e la versificazione della trama predisposta da Illica, certamente più smaliziato quanto a conoscenza dei meccanismi peculiari del teatro musicale. Non c'è dubbio che la sua inclinazione per un intimismo naturalista largamente tradotto in analisi psicologica e in particolare la sua sensibilità nei confronti delle figure femminili gli rendano congeniale il mondo creativo di Puccini.

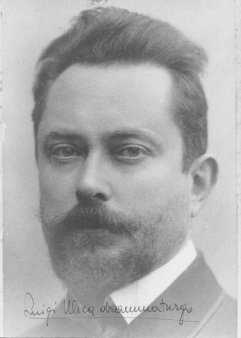
Luigi Illica firmò insieme a Giacosa alcuni celebri libretti d'opera

Non stupisce, del resto, che si senta a proprio agio con La Bohème e provi al contrario fastidio per "un dramma di grossi fatti emozionali, senza poesia" come Tosca, che giudica inadatto alla musica. Giacosa è un preciso punto di riferimento per Puccini e Illica durante la complicata gestazione di un libretto: il suo prestigio ed il suo buon carattere devono spesso intervenire a comporre i dissidi tra i più giovani ed impulsivi collaboratori (Puccini lo chiama scherzosamente "Buddha" per il suo equilibrio oltre che per la figura corpulenta).

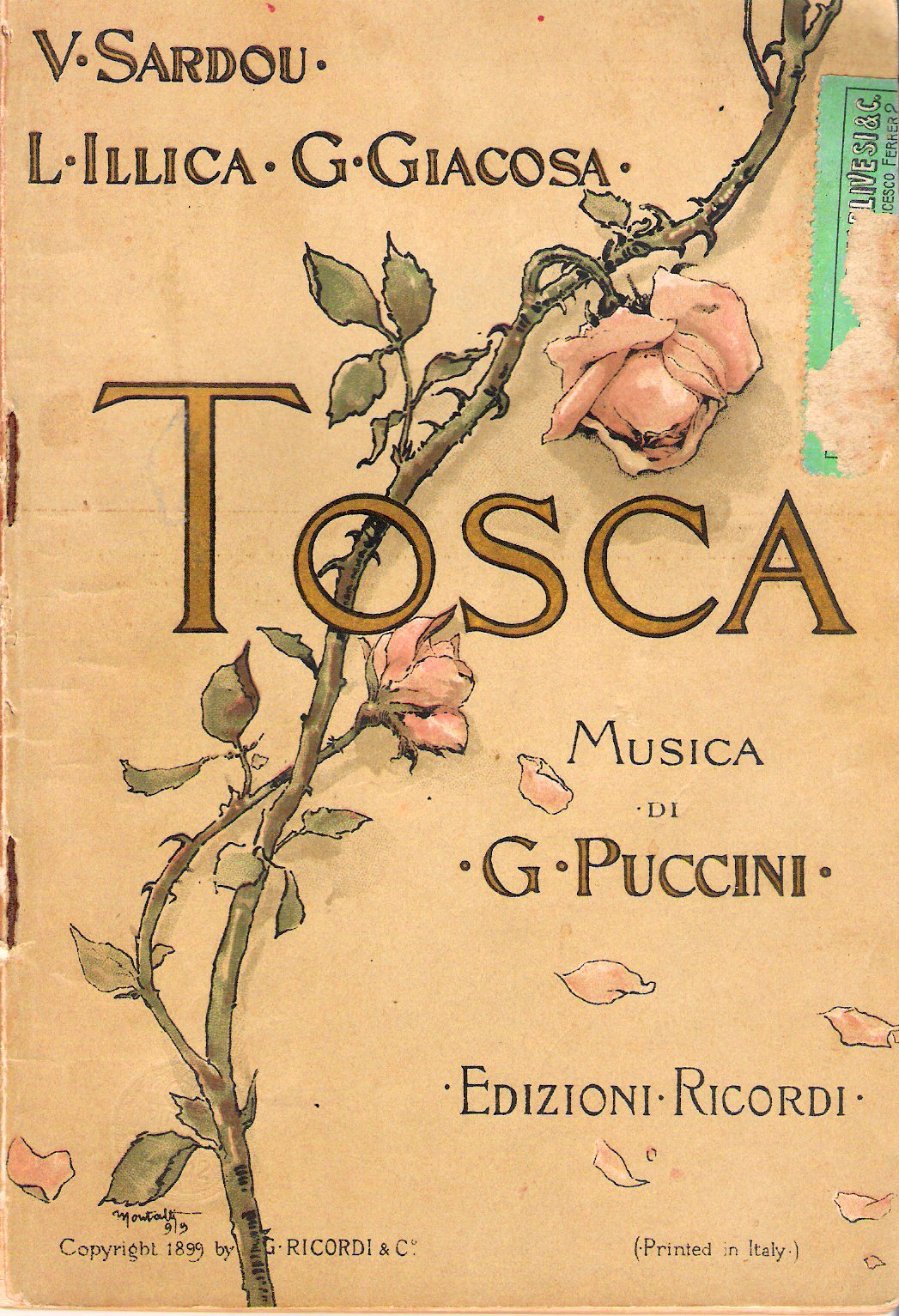
Libretto della Tosca, stampato nel 1899

Ciò nonostante lo stesso Giacosa giunge in più di un'occasione a minacciare la rinuncia al proprio incarico, infastidito per le continue richieste di rifacimenti, per le scadenze di cui gli si sollecita il rispetto e soprattutto per il fatto di dover trascurare il proprio lavoro di drammaturgo in favore di un'attività nella quale le sue capacità di letterato sono subordinate alle necessità pratiche del teatro musicale: il 2 ottobre 1893 scrive a Giulio Ricordi:
La morte di Giacosa pone fine a una felice stagione creativa, basata sui precisi equilibri di una collaborazione che non sarà possibile ricreare: senza di lui, la collaborazione tra Puccini e Illica si rivelerà impossibile. E quest'ultimo, che di Giacosa riconobbe sempre l'indiscutibile statura di artista, non accetterà in seguito di essere affiancato da altri letterati.

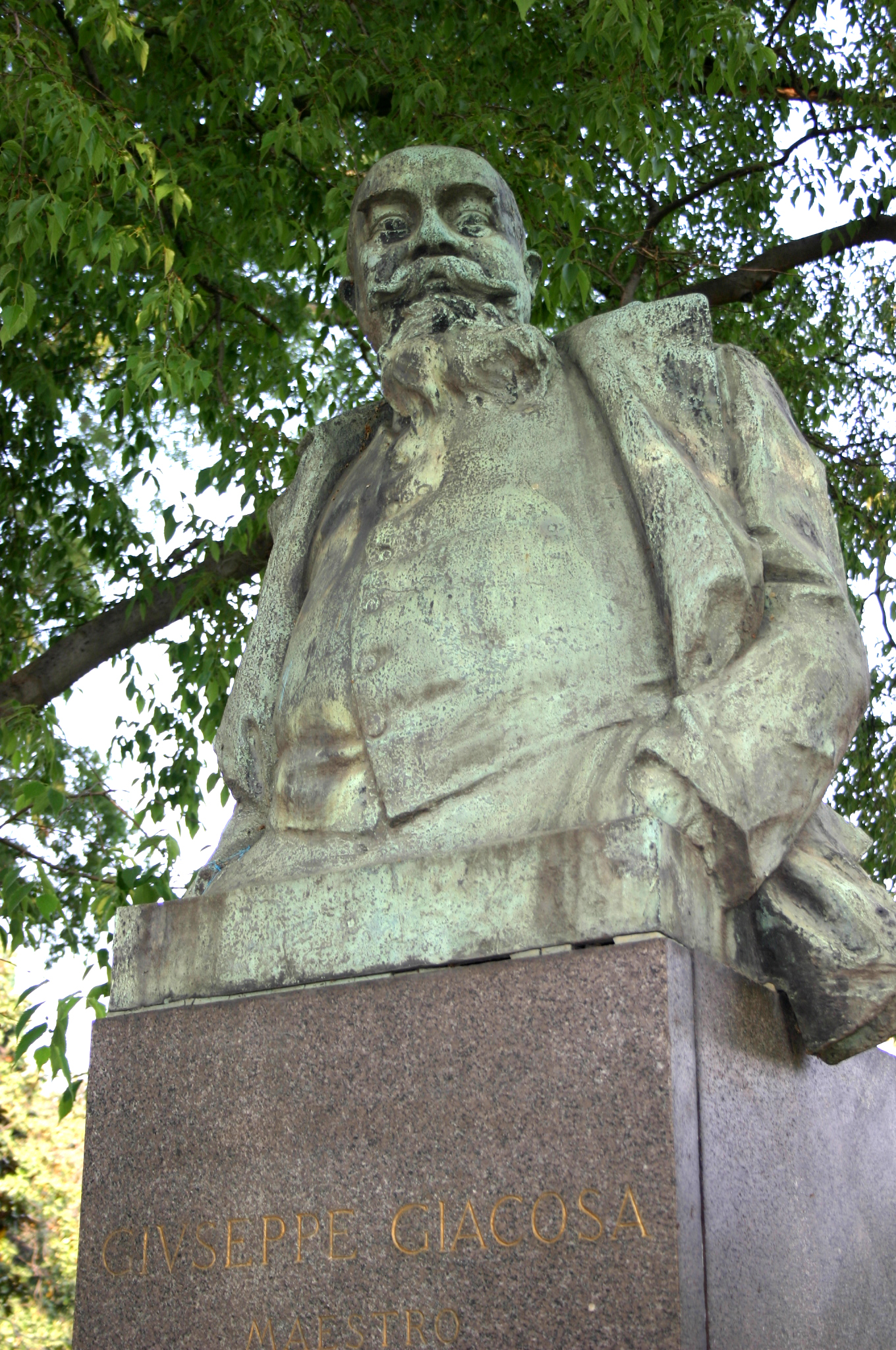
Monumento a Giacosa, opera di Luigi Secchi.

## Testi teatrali
Tra parentesi la data di composizione o della prima rappresentazione.

### Commedie e drammi
- Al pianoforte, scena unica (1870)
- Chi lascia la via vecchia per la nuova, sa quel che lascia, e non sa quel che trova, commedia in tre atti (1870)
- Una partita a scacchi, leggenda drammatica in un atto (1871)
- A can che lecca cenere non gli fidar farina, proverbio in un atto (Torino, Teatro Carignano, 16 ottobre 1872)
- Non dir quattro se non l'hai nel sacco, commedia in un atto (1872)
- La gente di spirito, commedia in cinque atti (1872)
- Storia vecchia, commedia in due atti (Torino, Teatro Gerbino, 18 dicembre 1872)
- Sorprese notturne, commedia in un atto (Torino, Teatro Gerbino, 21 gennaio 1875)
- Il trionfo d'amore, leggenda drammatica in due atti (Torino, Teatro Gerbino, 30 aprile 1875)
- Acquazzoni in montagna, commedia in due atti (Roma, Teatro Valle, 20 febbraio 1876)
- Il marito amante della moglie, commedia in tre atti (Milano, Teatro Manzoni, 27 settembre 1876)
- Il fratello d'armi, dramma in quattro atti (Torino, Teatro Gerbino, 15 ottobre 1877)
- Luisa, dramma in tre atti (Milano, Teatro Manzoni, 21 febbraio 1879)
- Il Conte Rosso, dramma storico in prologo e tre atti (Torino, Teatro Carignano, 22 aprile 1880)
- Il filo, scena filosofico-morale per marionette
- Il punto di vista, commedia incompiuta
- La zampa del gatto, commedia in un atto (Firenze, Arena Nazionale, 11 aprile 1883)
- La sirena, commedia in un atto (Roma, Teatro Valle, 22 ottobre 1883)
- Resa a discrezione, commedia in quattro atti (Milano, Teatro dei Filodrammatici, 29 marzo 1886)
- La tardi ravveduta, commedia in due atti (Cernobbio, Teatrino della villa dei Visconti di Modrone, 30 settembre 1886)
- Tristi amori, commedia in tre atti (Roma, Teatro Valle, 1887)
- La signora di Challant, dramma in cinque atti (Torino, Teatro Carignano, 14 ottobre 1891)
- Diritti dell'anima, commedia in un atto (Verona, Teatro Nuovo, 26 febbraio 1894)
- Come le foglie, commedia in quattro atti (Milano, Teatro Manzoni, 31 gennaio 1900)
- Il più forte, commedia in tre atti (Torino, Teatro Alfieri, 25 novembre 1904)

### Commedie pubblicate postume
- I figli del marchese Arturo, commedia in quattro atti (Milano, Teatro Manzoni, 1º dicembre 1873)
- Intrighi eleganti, commedia in cinque atti
- Gli annoiati, commedia in tre atti (1874)
- L'onorevole Ercole Malladri, commedia in quattro atti (Torino, Teatro Carignano, 20 ottobre 1884)

## Libretti

### Opera
- Una partita a scacchi, per Pietro Abbà Cornaglia (1892)
- La bohème, per Giacomo Puccini (scritto con Luigi Illica) (1896)
- Tosca, per Giacomo Puccini (scritto con Luigi Illica) (1900)
- Madama Butterfly, per Giacomo Puccini (scritto con Luigi Illica) (1904)

### Oratorio
- Caino, per Lorenzo Perosi, incompiuto (1898)